# Немирівський спиртовий завод
Немирівський спиртовий завод — підприємство харчової промисловості у місті Немирів Немирівського району Вінницької області України.

## Історія
Великий винокурний завод у містечку Немирів Брацлавського повіту Подільської губернії Російської імперії був побудований за розпорядженням поміщиків.
У 1881 році чисельність робітників винокурні становила 26 чоловік і тут був один брагоперегонний апарат системи Блюменталя, але після того, як в 1893 до Немирова була прокладена  вузькоколійна залізниця обсяги виробництва збільшилися.
Після початку Першої світової війни становище заводу ускладнилося у зв'язку з введенням 21 серпня 1914 року заборони на продаж спиртного і обмеженням виробництва спирту.

### 1918-1991 роки
У листопаді 1917 року в Немирові була встановлена Радянська влада, але вже в березні 1918 року його окупували австро-німецькими військами (які залишалися тут до листопада 1918 року), надалі селище опинилося в зоні бойових дій  Громадянської війни.
У ході Радянсько-польської війни у квітні 1920 року Немирів був захоплений польськими військами, але 18 червня 1920 — відбитий РСЧА, через два дні відбувся волосний з'їзд, на якому були обрані місцеві органи влади і почалося відновлення селища. У червні 1921 року було завершено відновлення електростанції, цукрового та винокурного заводу.
У ході адміністративно-територіальної реформи 7 березня 1923 року Немирів став центром Немирівського району та отримав статус селища міського типу, що сприяло його подальшому розвитку. У другій половині 1920-х років на спиртзаводі було оновлено обладнання.
У ході індустріалізації 1930-х років Немирівський спиртовий завод став одним з передових підприємств, в 1938 серед працівників було 30 стахановців і 20 ударників.
У ході Німецько-радянської війни з 22 липня 1941 до 10 січня 1944 року Немирів окупували німецькі війська. Після закінчення війни завод був відновлений.
Відповідно до четвертого п'ятирічного плану відновлення та розвитку народного господарства СРСР у 1948 році до Немирова була підведена високовольтна лінія електропередач, що дало можливість збільшити виробничу потужність усіх підприємств райцентру. У 1950 році обсяг виробництва спирту-сирцю на Немирівському спиртзаводі становив 184% від рівня 1945 року.
У 1967 році спиртзавод був перетворений в Немирівський спиртовий комбінат і асортимент своєї продукції був розширений. У 1970 році завод виробив 652,6 тис. літрів продукції (крім етилового спирту, тут випускався коньячний напій типу «Кальвадос».
Загалом, за радянських часів спиртзавод входив до числа провідних підприємств райцентру.

### Після 1991 року
Після проголошення незалежності України комбінат перейшов у відання Державного комітету харчової промисловості України і був перейменований на Немирівський спиртовий завод.
У березні 1995 року Верховна Рада України внесла завод до переліку підприємств, приватизація яких заборонена у зв'язку з їх загальнодержавним значенням.
Після створення в червні 1996 року державного спиртової та лікеро-горілчаної промисловості «Укрспирт», завод був переданий у відання концерну «Укрспирт»
Восени 2005 року Немирівський і Барський спиртзаводи були найбільшими з 14 підприємств спиртової промисловості на території Вінницької області.
У липні 2010 року державний концерн «Укрспирт» було перетворено на державне підприємство «Укрспирт», завод залишився у віданні ДП «Укрспирт».
У 2020 році було ухвалено рішення про приватизацію підприємств спиртової промисловості, 15 жовтня 2020 року Фонд державного майна України оголосив про початок аукціону. 20 жовтня 2020 року завод був проданий за 55 млн. гривень.